# Есебуа Теймураз Косманович
Теймураз Косманович Есебуа (нар. 11 вересня 1954, Міха-Цхакая, Грузинська РСР) — радянський футболіст, нападник та півзахисник.

## Життєпис
Вихованець спортивної школи Міха-Цхакая, тренер — О. Чикобава. З 1970 року – у команді другої ліги «Динамо» (Батумі). У 1974 році перейшов до «Динамо» (Тбілісі), в якому за 2,5 роки зіграв 34 матчі (плюс один анульований) у вищій лізі. 1977 року в «Динамо» (Батумі) відзначився 16 голами в другій лізі. У 1978-1979 роках зіграв 20 матчів у чемпіонаті за «Чорноморець» (Одеса). Надалі грав за команди першої та другої ліг «Кристал» Херсон (1980), СКА Одеса (1981-1983), «Динамо» Батумі (1985), аматорський клуб «Динамо» Одеса (1986-1987).
Син Тараш (нар. 1993) — вихованець СДЮШОР «Чорноморець».